# Cidny Bullens
Cidny Bullens (né Cindy Bullens le 21 mars 1955, avant sa transition de genre en 2012) est un chanteur-compositeur américain qui a grandi au Massachusetts. Bullens a sorti deux albums à la fin des années 1970 avec United Artists et Casablanca et d'autres en 1989.

## Carrière musicale

### Années 1970
L'album de Bullens de 1978, Desire Wire a été décrit par William Ruhlmann pour Allmusic ainsi : "One of the great lost rock albums of the 1970s, Bullens' debut release is full of tough, passionate, incredibly catchy rock & roll played to the hilt and sung with fire". Ces premiers albums ont anticipé le travail fait plus tard dans les années 1980 par des artistes rock identifiés femmes comme Pat Benatar, Blondie, the Go-Go's, et Headpins.
Bullens a débuté dans la musique en faisant partie des chœurs des Sex-O-Lettes sur l'album Get Dancin' de Disco-Tex and the Sex-O-Lettes.
Bullens a aussi servi de backup vocalist pour Elton John sur trois grandes tournées, ainsi que sur l'album Blue Moves et son hit avec Kiki Dee, "Don't Go Breaking My Heart" (les deux réalisés en 1976).
Bullens a chanté dans trois chansons ("It's Raining on Prom Night," "Mooning," et "Freddy, My Love") sur la bande-son du film de 1978, Grease. Les performances pour la bande-son ont été récompensées par une nomination aux Grammy Award dans la catégorie meilleure performance vocale rock.
En janvier 1980, la chanson "Trust Me" de Bullens a été dans le Billboard Hot 100 en position #90. 

### Pause et reprise de carrière (années 1980-1990)
Bullens s'est retiré de l'industrie musicale au début des années 1980, pour élever une famille, il fait son retour au début et au milieu des années 1990 en tant que compositeur, et plus tard comme artiste de tournée et de studio. Depuis 1999, Bullens a largement fait des tournées aux États-Unis, au Canada, en Europe et en Australie, et il est apparu sur plusieurs grands spectacles de télévision, y compris Late Night with Conan O'Brien, Today Show, et CBS This Morning et sur beaucoup de stations radio et TV à travers le monde. Bullens a été mis en vedette dans deux documentaires, On This Island et Space Between Breaths. Bullens a écrit la musique de Islands en 2000, qui a été jouée à Broadway pour une performance spéciale au New Victory Theater en septembre 2001, deux semaines après les attentats du 11 septembre.

### Années 2000
En 1999, l'album de Bullens Somewhere Between Heaven and Earth a été enregistré au cours des deux premières années après la mort de sa fille Jessie. Il comporte Bonnie Raitt, Lucinda Williams, Rodney Crowell, Beth Nielsen Chapman, Bryan Adams, et des musiciens de haut niveau, notamment George Marinelli, Benmont Tench, Kenny Edwards, et Michael Rhodes. Avec Bullens, Steven Soles a co-produit une chanson, Tony Berg a co-produit trois chansons, et Rodney Crowell a co-produit trois chansons. Il a remporté un AFIM Best Rock Album en 2000 et a été largement acclamé.
En 2001, Bullens a réalisé Neverland; co-produit avec Ray Kennedy, l'album comporte Emmylou Harris, Steve Earle, et John Hiatt. En 2005, Cidny a réalisé dream #2 encore co-produit avec Ray Kennedy. Le titre de la piste dispose d'Elton John au piano. Delbert McClinton a chanté en duo avec Bullens sur "This Ain't Love" et Boston Red Sox knuckleballer Tim Wakefield a ajouté sa voix sur "7 Days".
En 2007, Bullens a formé un nouveau groupe, The Refugees, avec les musiciens de la vieille école Wendy Waldman et Deborah Holland. Leur premier CD, Unbound, a été réalisé en janvier 2009. Leur second album "Three" a été réalisé en février 2012.
En juin 2010, le dernier album de Bullens Howling Trains and Barking Dogs a été réalisé avec MC Records (Koch). Le CD est une compilation des chansons de Bullens co-écrites à Nashville pendant le début et le milieu des années 1990 avec Radney Foster, Bill Lloyd, Al Anderson, Matraca Berg, Mary Ann Kennedy Kye Fleming, et Jimmy Tittle. Le CD inclut aussi deux nouvelles chansons écrites seulement par Bullens alone.

## Vie personnelle
En 1979, Bullens s'est mariée avec Dan Crewe, le frère du compositeur/producteur Bob Crewe, et a divorcé en 2002. Le couple a donné naissance à une fille, Reid, en 1982. Une autre jeune fille, Jessie, née en 1985, est morte à 11 ans des complications d'un traitement contre le cancer en 1996.
En 2012, Bullens a fait son coming out d'homme trans et a annoncé qu'il voulait changer son nom en Cidny Bullens.